# Michel du Bec-Crespin
Michel du Bec-Crespin (Montemer, ... – Avignone, 3 agosto 1318) è stato un cardinale francese.

## Biografia
Nato a Mortemer in  Normandia, era figlio di Jean de Bec, barone di Boury, e di Thiphaine Paon. Il suo cognome viene riportato nei documenti anche come Becco, Beton o du Bech. Diacono della chiesa di Saint-Quentin in Normandia, fu poi arcidiacono del capitolo della cattedrale di Parigi.
Fu nominato cardinale da papa Clemente V nel concistoro del 13 dicembre 1312 con il titolo di Santo Stefano al Monte Celio. Partecipò al conclave del 1314-1316 che elesse papa Giovanni XXII.
Morì il 30 agosto 1318 ad Avignone e fu sepolto nella cappella di San Michele, da lui stesso fatta costruire, posta sul lato sinistro del coro della cattedrale di Notre-Dame di Parigi.

## Fonti
- (EN) The Cardinals of the Holy Roman Church - Biographical Dictionary, su cardinals.fiu.edu.